# 大江町歴史民俗資料館
大江町歴史民俗資料館（おおえまちれきしみんぞくしりょうかん）は、山形県西村山郡大江町にある資料館である。1979年（昭和54年）8月30日に、大江町の文化財に指定されている。

## 概要
月布川支流域の小清集落に存在した齋藤半助家、母屋、土蔵を解体し、移築し開館した。

## 施設概要
- 齋藤半助家
- 母屋
  - 1823年の建築[3]。
- 土蔵
  - 三六2階建てで、建築年代は享保期（1716年〜1736年）とされている[3]。

資料館2階に当時の民具農具も展示されている。

## 入館料
- 大人 100円、学生 50円　小人 30円（団体割引あり）[2]

## 開館時間
- 9時00分〜17時00分[2]

## 休館日[2]
- 第2・第4火曜日
- 年末年始

## アクセス
- 車
  - JR東日本左沢線・左沢駅から5分[2]

駐車場あり（56台、身障者専用4台）

## その他
- 母屋和室と土蔵和室を有料で貸し出しも行っている[2]。
- 資料館の開閉は隣接する大江町中央公民館で行っている[2]。